# Lapat
Lapat – wieś w Chorwacji, w żupanii karlowackiej, w gminie Plaški. W 2011 roku liczyła 215 mieszkańców.